# Nhập cư bất hợp pháp

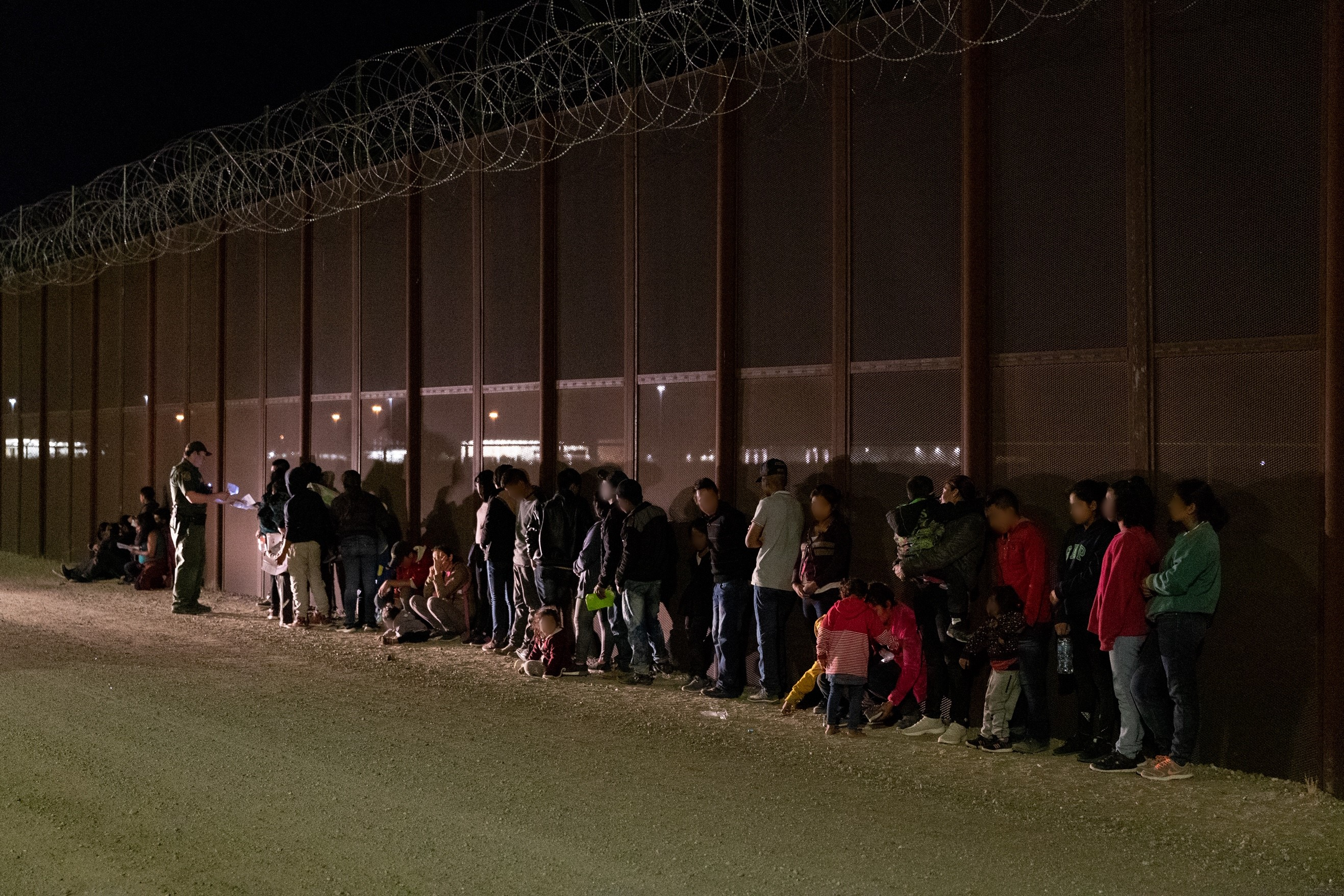
Một nhóm người nhập cư bất hợp pháp bắt giữ gần Yuma, Arizona.

Nhập cư bất hợp pháp là hành việc di cư của người dân vào một quốc gia vi phạm luật di trú của quốc gia đó hoặc cư trú liên tục của người dân mà không có quyền hợp pháp để sống ở quốc gia đó. Nhập cư bất hợp pháp có xu hướng là cư dân từ các nước nghèo hơn đến các nước giàu hơn. Cư trú bất hợp pháp ở một quốc gia khác tạo ra nguy cơ bị giam giữ và trục xuất, hoặc phải đối mặt với các biện pháp trừng phạt khác.
Những người xin tị nạn bị từ chối tị nạn có thể phải đối mặt với việc bị trục xuất, ví dụ nếu nước nhà từ chối nhận người hoặc nếu lý do tị nạn mới xảy ra sau quyết định. Trong một số trường hợp, những người này được coi là người nhập cư bất hợp pháp và trong những trường hợp khác, họ có thể nhận được giấy phép cư trú tạm thời, ví dụ như có liên quan đến nguyên tắc không từ chối trong Tòa án Nhân quyền châu Âu. Tòa án Nhân quyền châu Âu, đề cập đến Công ước châu Âu về Nhân quyền, đã thể hiện trong một số bản án chỉ định rằng có các rào cản thực thi để trục xuất đến một số quốc gia, ví dụ do nguy cơ bị tra tấn.